# Хатідже Авджи
Хатідже́ Авджи́ — кримськотатарська громадська та політична діячка, одна з лідерок кримськотатарського жіночого руху початку XX століття, делегатка першого Курултаю кримськотатарського народу.

## Біографія та діяльність
Хатідже Авджи була членкинею мусульманського жіночого комітету в містечку Тувак (нині Рибаче).
У листопаді 1917 року її було обрано однією з п'яти жінок-делегаток до першого Курултаю кримськотатарського народу від Ялтинського повіту, разом із Шефікою Гаспринською, Ільхаміє Тохтар, Аніфе Боданинською та Еміне Шабаровою. Це стало першим випадком в ісламському та тюркському світі, коли жінки отримали право не лише обирати, а й бути обраними до національного представницького органу.